# Chariesterus balli
Chariesterus balli är en insektsart som beskrevs av Fracker 1919. Chariesterus balli ingår i släktet Chariesterus och familjen bredkantskinnbaggar. Inga underarter finns listade i Catalogue of Life.